# 贡多马尔三世
贡多马尔是勃艮第国王，524年至534年在位。他是勃艮第天主教国王西吉斯蒙德的兄弟，阿里乌教派贡多巴德国王最年轻的儿子。

## 生平
贡多马尔像大多数人一样信奉阿里乌主义，不像他的哥哥那样皈依天主教，他得到勃艮第的贵族和军队、阿里乌教徒、甚至是异教徒的广泛支持。他在统治期间没有大的作为，法兰克墨洛温王朝的克罗多米尔率军入侵，捕获并杀死了他的哥哥西吉斯蒙德。
贡多马尔紧握权利，并提高该国对法兰克人统治。少数驻军被杀驱使克罗多米尔最终决定消灭勃艮第王国。但是贡多马尔拥有忠诚的军队，并希望将法兰克人赶到里昂东部。524年的韦泽龙克战役中，贡多马尔击败并杀死克罗多米尔，他的头被挂在矛尖上。勃艮第幸存了十多年，直到534年的决定性战役。
克罗多米尔的弟弟克洛泰尔一世和希尔德贝尔特一世联合提乌德里克一世经过一年战斗在532年围困了奥坦城，贡多马尔试图逃跑。提乌德里克去世后，他的儿子提乌德贝尔特继续作战，最终消灭了勃艮第王国。